# داستان جویندگان گنج
«داستان جویندگان گنج» (انگلیسی: The Story of the Treasure Seekers) عنوان کتابی است از ادیت نسبیت نویسنده انگلیسی ادبیات کودک و نوجوان که در سال ۱۸۹۹ به چاپ رسید.